# Asociación de Escritores de Béisbol de América
La Asociación de Escritores de Béisbol de América (BBWAA) es una asociación profesional de periodistas de béisbol que escriben para periódicos diarios, revistas y Sitios Webs especializados.

## Primeros años
La BBWAA fue fundada el 14 de octubre de 1908, para mejorar las condiciones de trabajo para los escritores deportivos en la primera parte del siglo XX. Trató de promover la uniformidad de los métodos de puntuación y profesionalizar la caja de prensa, de modo que el acceso se limitaba a los periodistas de trabajo, telegrafistas y otros que tenían una razón para estar allí. 
Los cuarenta y tres miembros fundadores de la Asociación de Escritores de Béisbol se reunieron por primera vez a mediados de octubre de 1908. Entre ellos su primer presidente, Joe S. Jackson, editor de deportes de Detroit Free Press. Fueron seleccionados como oficiales Irving E. Sanborn del Chicago Tribune, el columnista Hugh Fullerton y el escritor de béisbol del Boston Globe Tim Murnane.
Se celebró una segunda reunión en Nueva York en diciembre; Sanborn decidió que no podía servir como oficial en ese momento, y fue reemplazado por William Weart del Philadelphia Times. La pizarra de oficiales fue ratificada, y cualquier persona que escribiera acerca del béisbol en las ciudades de las Grandes Ligas era elegible para ser miembro. 
Esta política cambió en diciembre de 1913, cuando se decidió que los escritores de béisbol de las ligas menores también podrían convertirse en miembros. Entonces, Jackson se convirtió en una fuerza dominante en los primeros años de los escritores de béisbol, siendo elegido presidente de la asociación durante nueve términos consecutivos. Se retiró en 1919 y se convirtió en un miembro de la Junta Directiva de BBWAA, mientras que Sanborn volvió a asumir el cargo de presidente.

## Misión
La función de la Organización es trabajar con las Grandes Ligas de Béisbol y los equipos individuales para asegurar el acceso al club para los miembros de BBWAA. Sus miembros también eligen a jugadores al Salón de la Fama del Béisbol, que es la función más pública de la organización. Todos los escritores con diez años continuos de membresía, además de miembros activos en cualquier momento en los diez años anteriores, son elegibles para votar por el Salón de la Fama. 
La BBWAA también vota cada año por el MVP de las Grandes Liga de Béisbol, el Premio Cy Young, el Premio Novato del Año y el Premio al Mánager del Año en cada una de las dos ligas mayores. El Salón de la Fama da poder al Comité Histórico de BBWAA, compuesto por 11 o 12 miembros veteranos para formular la votación anual para el Comité de Veteranos.
Teniendo en cuenta la disponibilidad de las transmisiones por televisión de la mayoría de los juegos de béisbol, además del acceso instantáneo a la información a través de internet, algunos han cuestionado por qué la BBWAA no ha ampliado sus normas de membresía para incluir a comentaristas e investigadores. Argumentos similares fueron hechos para la inclusión de los periodistas basados en la Web, antes de que BBWAA añadiera escritores de la Web a sus filas en diciembre de 2007.
Otros han cuestionado por qué la BBWAA está implicada en el proceso de votación del premio y el Salón de la Fama en todo, citando en algunos casos la integridad periodística y la necesidad de permanecer imparcial en su cobertura de eventos noticiosos.

## Premios de Votación
La función más pública de la BBWAA es votar cada año a los candidatos para el Salón de la Fama del Béisbol Nacional.
La BBWAA es responsable de votar premios anuales en cada una de las principales ligas, incluyendo:
- MVP de las Grandes Liga de Béisbol Kenesaw Mountain Landis
- Premio Cy Young
- Premio Novato del Año Jackie Robinson
- Premio al Mánager del Año

Cerca del 2000, la BBWAA asumió la responsabilidad de votación del Premio Edgar Martínez, otorgado cada año al destacado bateador designado en la Liga Americana.
De 1953 a 1962, la BBWAA presentó un premio "Sophomore of the Year" en cada liga.
En 1997, un panel de 36 miembros de la BBWAA seleccionó al equipo de todos los tiempos de las Grandes Ligas.